# Muhamed Keita

Muhamed Keita (Banjul, Gambia, 2 de septiembre de 1990) es un futbolista gambiano nacionalizado noruego, que se desempeña como delantero.

## Selección nacional
Ha sido internacional con la Selección de fútbol de Noruega, pero solamente en las menores, donde jugó 18 partidos internacionales y anotó solo 1 gol.

## Clubes
| Club                           | País           | Año       |
| ------------------------------ | -------------- | --------- |
| Strømsgodset IF                | Noruega        | 2008-2014 |
| Lech Poznań                    | Polonia        | 2014-2017 |
| Stabæk IF (a préstamo)         | Noruega        | 2015      |
| Strømsgodset IF (a préstamo)   | Noruega        | 2016      |
| Stabæk IF (a préstamo)         | Noruega        | 2016      |
| Vålerenga Fotball (a préstamo) | Noruega        | 2017      |
| New York Red Bulls             | Estados Unidos | 2017-2018 |
| Strømsgodset IF                | Noruega        | 2019      |
| Ohod                           | Arabia Saudita | 2020      |